# St. Franz Xaver (Gmeinschwenden)

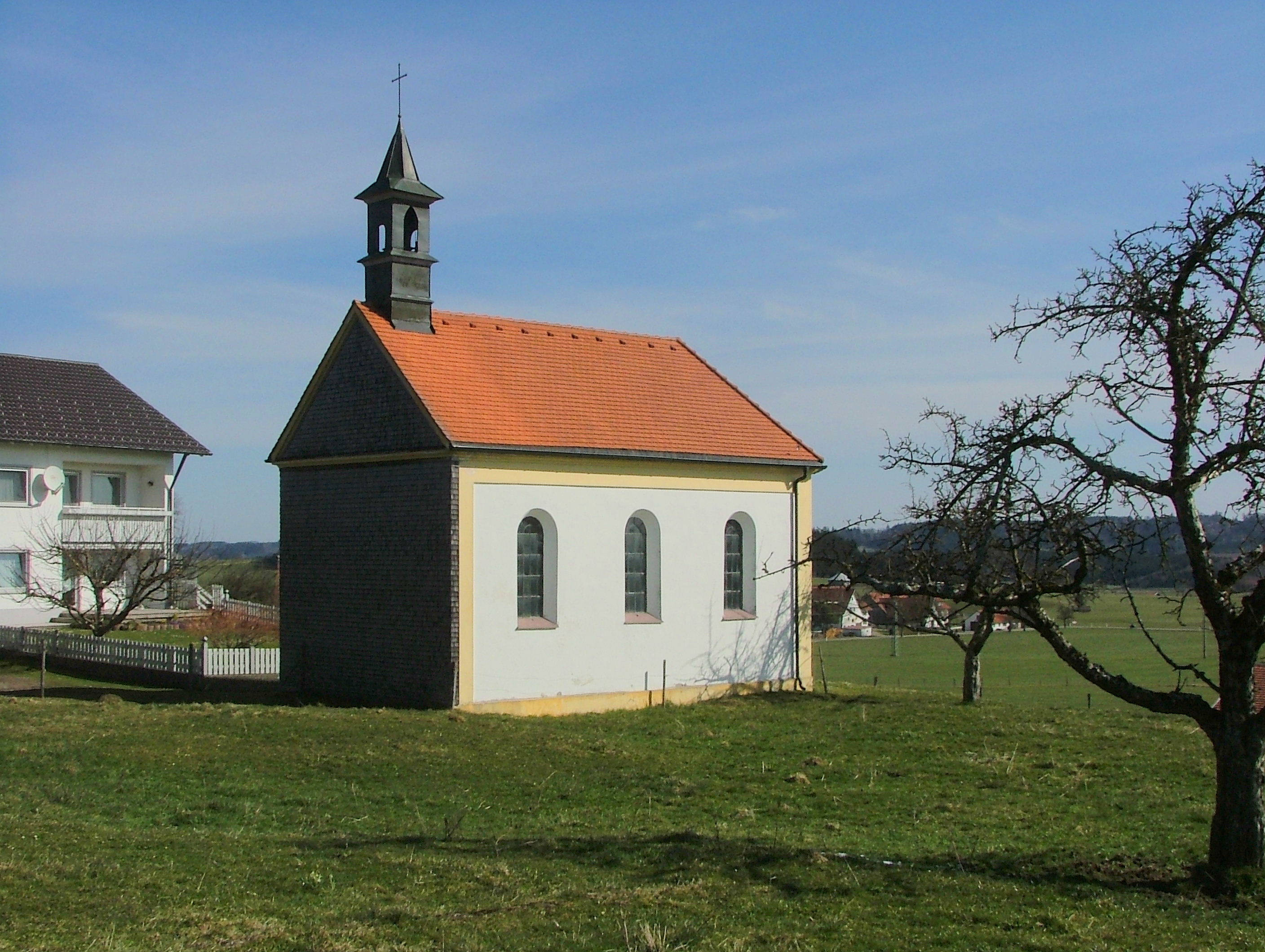
Sankt Franz Xaver in Gmeinschwenden

Die Kapelle St. Franz Xaver in Gmeinschwenden, einem Ortsteil von Bad Grönenbach (Landkreis Unterallgäu), ist ein katholischer Sakralbau. Die Kapelle wurde 1885 errichtet und trägt das Patrozinium Franziskus Xaverius.

## Geschichte

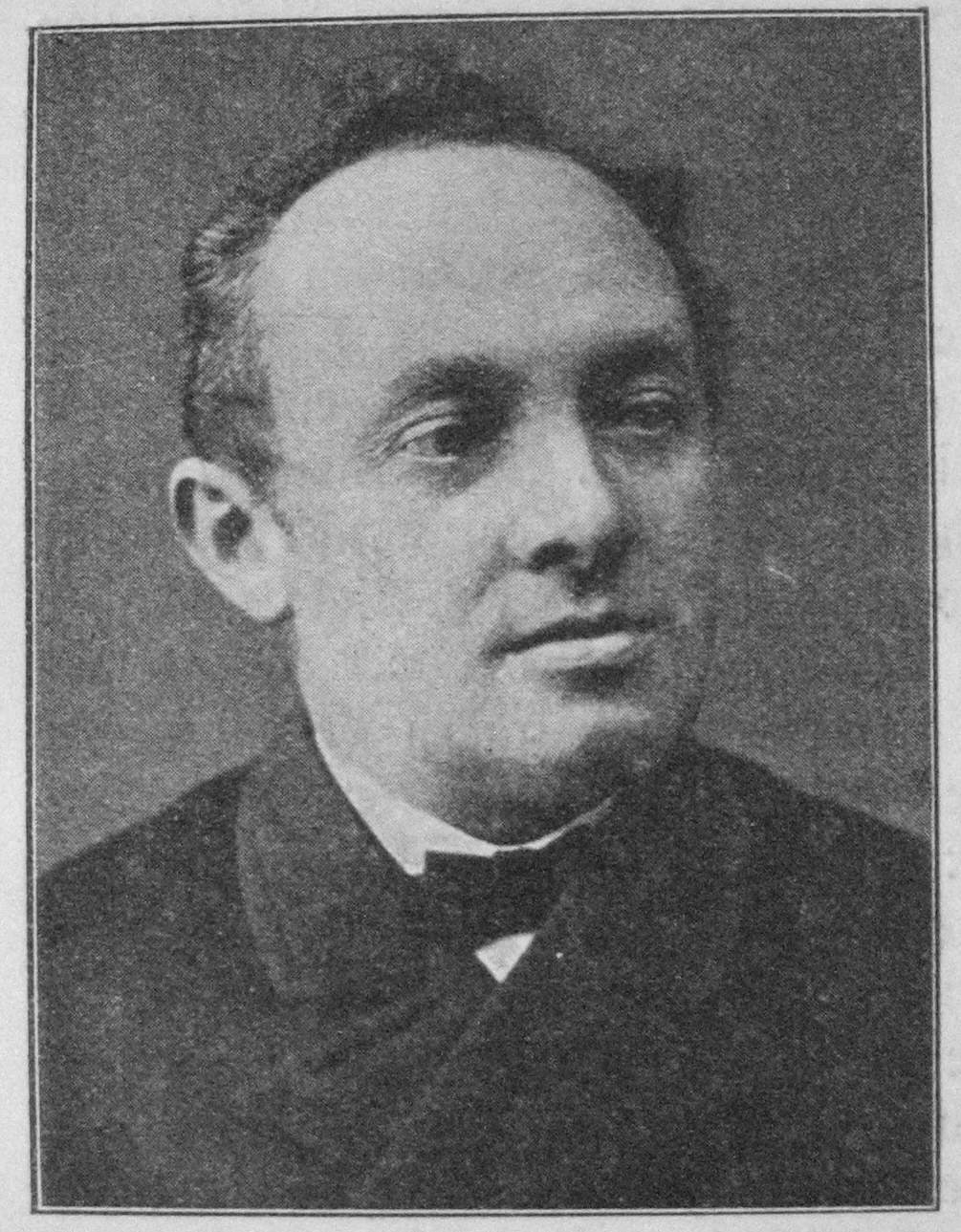
Franz Xaver Breher, Pfarrer in Grönenbach

Auf Anregung des Grönenbacher Pfarrers Franz Xaver Breher wurde 1885 die Kapelle in Gmeinschwenden errichtet. Der Baugrund mit einer Fläche von 0,006 ha wurde kostenlos von Landwirt Anton Trunzer gestiftet. Die Glocke im Turm der Kapelle ist 1904 zersprungen und wurde in Memmingen umgegossen. Für die Errichtung der Kapelle wurde eigens eine Stiftung die „Kapellenstiftung Gmeinschwenden“ errichtet. Diese Stiftung wurde am 27. Januar 1886 durch Ludwig II. von Bayern genehmigt. Die farbigen Glasfenster wurden 1910 eingesetzt und zeigen die Heilige Familie sowie Francisco de Xavier.

## Ausstattung
Der Altar sowie das Altarbild entstammt der Stiftskirche St. Philippus und Jakobus in Bad Grönenbach. Das Altarbild wurde 1859 von Max Kolb geschaffen. Im Inneren der Kapelle sind vier Holzfiguren angebracht. Diese stellen die Apostel Petrus, Paulus, Philippus und Jakobus dar und stammen aus dem 18. Jahrhundert.